# ثيرمي
ثيرمي (Θέρμη) هي ضاحية ومقر بلدية بنفس الاسم في محافظة سالونيك. تقع جنوب شرق سالونيك على ارتفاع 65 مترًا وعلى بعد 15 كيلومترًا من المدينة. تأسس مجتمع ثيرمي في عام 1918 وتم الاعتراف بها كبلدية في عام 1994. وفي عام 1998، في إطار تنفيذ القانون 2539/97 ("كابودسترياس")، تم دمجها مع مجتمعات نيا ريديستوس وتاغارادس ونيوس ريسيوس. وبلغ عدد سكان ثيرمي 16,004 نسمة بحسب تعداد 2011، مقابل 5,998 نسمة خلال تعداد عام 1991.

## توأمة
لثيرمي اتفاقيات توأمة مع:
- كوندوفوري